# Эриохром чёрный Т
Эриохром чёрный Т — органическое соединение, прямой азокраситель с химической формулой C20H12N3O7SNa. Черные кристаллы, дающие водные растворы, цвет которых зависит от кислотности. Применяется в аналитической химии как комплексонометрический индикатор, в микроскопии для выявления кальция.

## Физические и химические свойства
Чёрные или коричневые кристаллы, имеющие зеленоватую флуоресценцию. Хорошо растворим в спирте и в воде. Водные растворы имеют различную окраску в зависимости от кислотности среды: при pH < 6 красную, 8—12 — тёмно-синюю, >13 — оранжевую.
При длительном хранении портится: наблюдается снижение оптической плотности, растут потери при высушивании. Испортившийся краситель становится непригодным к использованию в качестве индикатора.

## Применение
Применяется в качестве комплексометрического индикатора для определения ионов Mg, Mn, Pb, Zn, Cd, In, Zr, лантаноидов. В интервале рН 9,5—10,0 имеет синюю окраску, а его комплексы с ионами кальция, магния и цинка в тех же условиях красно-фиолетового цвета.
В гистохимии используется для выявления кальция в срезах тканей: ткань окрашивается в голубоватые цвета, отложения кальция — в ярко-красный.

## Безопасность
Токсичен и канцерогенен.